# Neivamyrmex bruchi
Neivamyrmex bruchi es una especie de hormiga guerrera del género Neivamyrmex, subfamilia Dorylinae. Esta especie fue descrita científicamente por Forel en 1912.